# August Nopper
August Nopper (* 18. März 1890 in Kollnau, Kreis Freiburg im Breisgau; † 10. Oktober 1960 in Emmendingen)  war ein deutscher Politiker (USPD/KPD/SPD). Er war Abgeordneter des Volkstages der Freien Stadt Danzig.

## Leben
Nopper besuchte die Volksschule und absolvierte eine Kupferschmiedelehre. Er war als Kupferschmied in Danzig tätig.
Nopper trat 1919 der Unabhängigen Sozialdemokratischen Partei Deutschlands (USPD) bei und wechselte im Januar 1921 zur Kommunistischen Partei Deutschlands (KPD). Im Juni 1923 wurde er Mitglied der Sozialdemokratischen Partei Deutschlands (SPD). Von Mai 1920 bis November 1923 gehörte Nopper als Abgeordneter dem Danziger Volkstag an.
1945 floh Nopper zunächst aus Danzig nach Aurich. 1946 ließ er sich in Emmendingen nieder, dort war er Inhaber eines Blechner- und Installationsgeschäfts.